# ГЭС Мармарико
ГЭС Мармарико (итал. Centrale idroelettrica Marmarico) — гидроэлектростанция на реке Стиларо, построенная туринской компанией Società Immobiliare Calabra (SIC) в период с 1928 по 1938 год в Бивонджи (Калабрия, Италия). Станция снабжала электроэнергией всю долину реки Стиларо (ит.), а в течение некоторого времени также и коммуну Гуардавалле, пока в 1972 году не была разрушена. Название ГЭС происходит от одноименного водопада Мармарико (ит.) на реке Стиларо.

## История

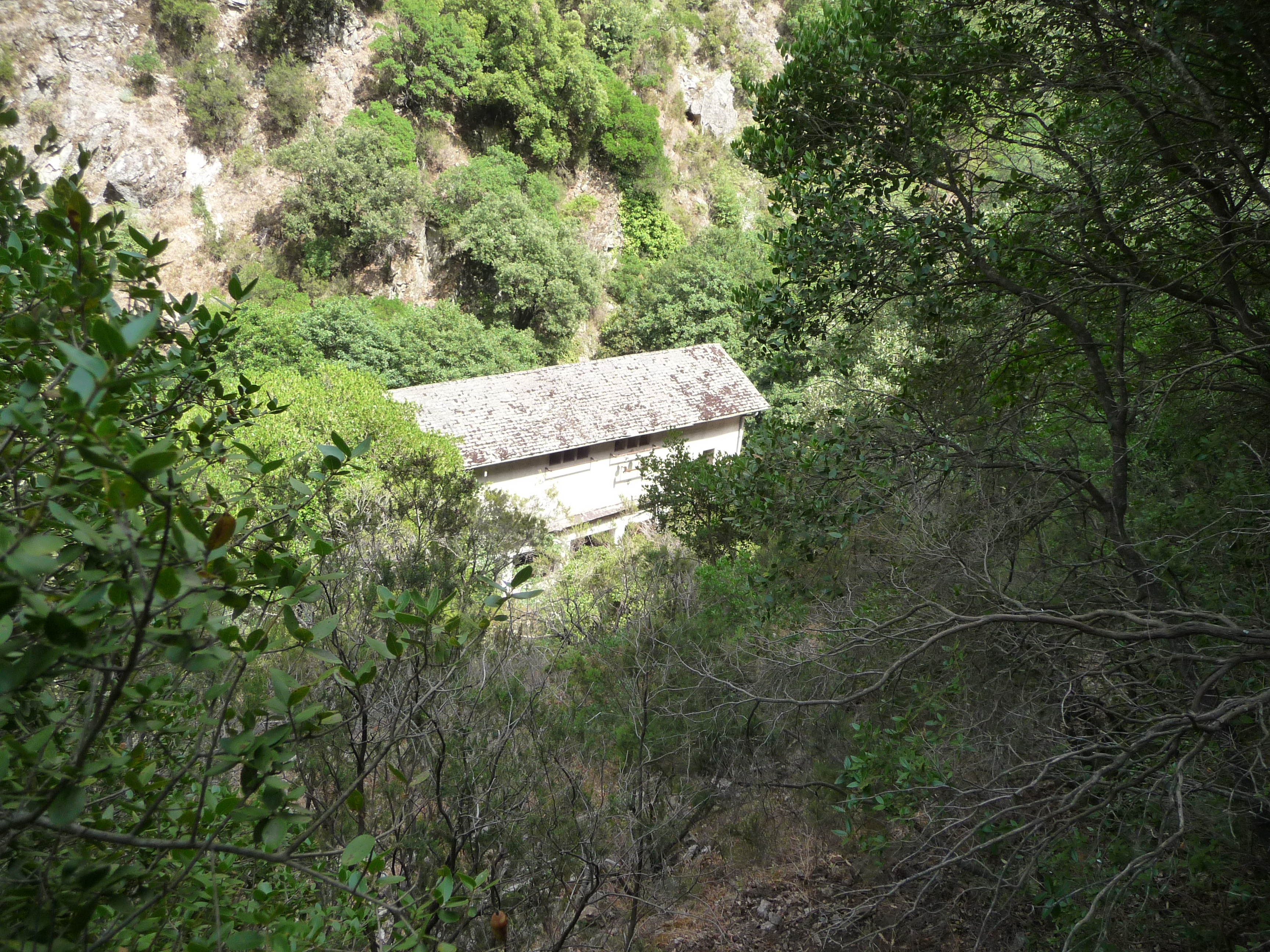
Вид на здание станции сверху

Гидроэлектростанция построена компанией Società Immobiliare Calabra (SIC) стоимостью 12 миллионов лир по проекту 1922 года, утверждённому в 1928 году. В 1952 году в районе ГЭС была пробурена пьезометрическая скважина. В 1973 году из-за оползня произошел порыв водовода, в результате чего был нанесён ущерб в размере 20-40 миллионов лир. В 1974 году ГЭС национализирована, её владельцем стала компания Enel, которая решила закрыть ГЭС, переведя рабочих в другое место.
В 1990-х годах ГЭС выкуплена компанией, которая в 2004 году предложила муниципалитету возобновить работу ГЭС, инвестировав 6-8 миллионов евро. Являясь объектом промышленной археологии, она станет частью Музея гидроэнергетики вместе с гидроэлектростанцией Гуида.

## Описание

### Бассейны и водоводы

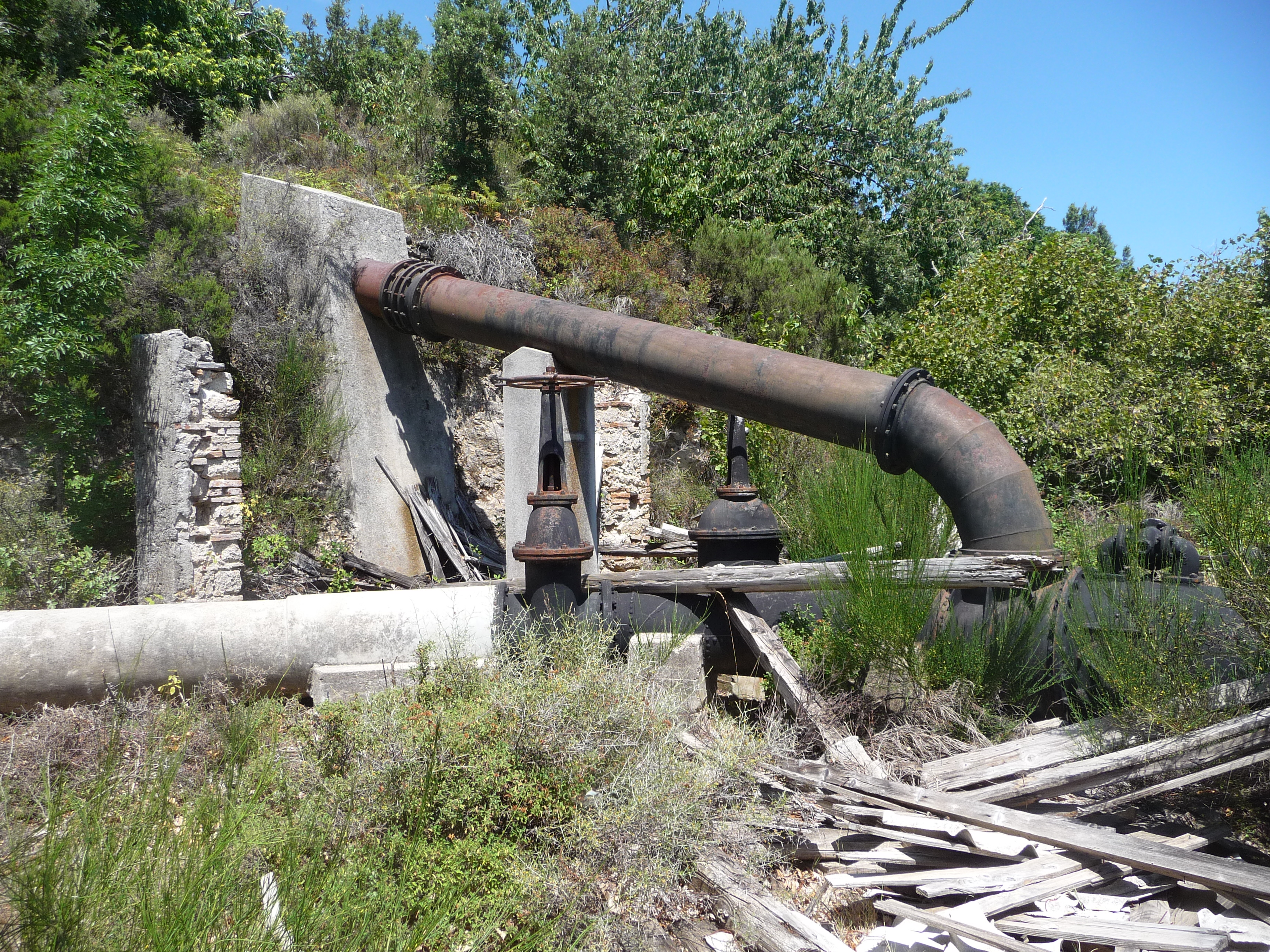
Напорный трубопровод

Вода из искусственных водохранилищ, устроенных на ручьях Аццарелла (660 м²) и Руджеро (890 м²), подавалась по двум напорным водоводам, которые объединялись в точке Вертиче 11 на высоте 1000 метров, и после разницы высот в 550 метров достигала электростанции. К станции была пристроена пьезометрическая скважина, а в 1961 году построена плотина Джулия (1070 м над уровнем моря) площадью 14 300 м² и емкостью 100 000 м³ воды, расположенная в долине Ортиче в районе Фердинандеа (ит.)..

### Станция
Электростанция расположена на правом берегу реки Стиларо, вскоре после слияния с ручьем Руджеро. Здание состоит из основного корпуса и трех вспомогательных корпусов, один из которых трехэтажный, а другой — двухэтажный. В главном корпусе размером 18,5 × 11 м и высотой 12 м размещается оборудование, в том числе две турбины, подготовленное место для третьей, а также мостовой кран грузоподъемностью 7,5 т производства мастерских Савильяно (ит.) в Пьемонте.
Установлены два генераторных агрегата, каждый из которых состоит из ковшовой турбины (турбина Пелтона) производства компании De Pretto-Escher Wyss (ит.), мощностью 1000 кВт, соосно соединенной с трехфазным синхронным генератором переменного тока Savigliano, мощностью 1300 л. с., 1000 кВт, 500 В, 1390 А, 900 об/мин и с возбудителем Savigliano мощностью 55 В, 235 А, 900 об/мин.
Во вспомогательных зданиях размещаются электрооборудование, жилые помещения для персонала, небольшая мастерская и кузница. Имеется три входа: один для прямого доступа в машинное отделение, один в жилые помещения и один на первом этаже в жилые помещения, чтобы им можно было воспользоваться в случае затопления.